# Giovanni Agostino Abate

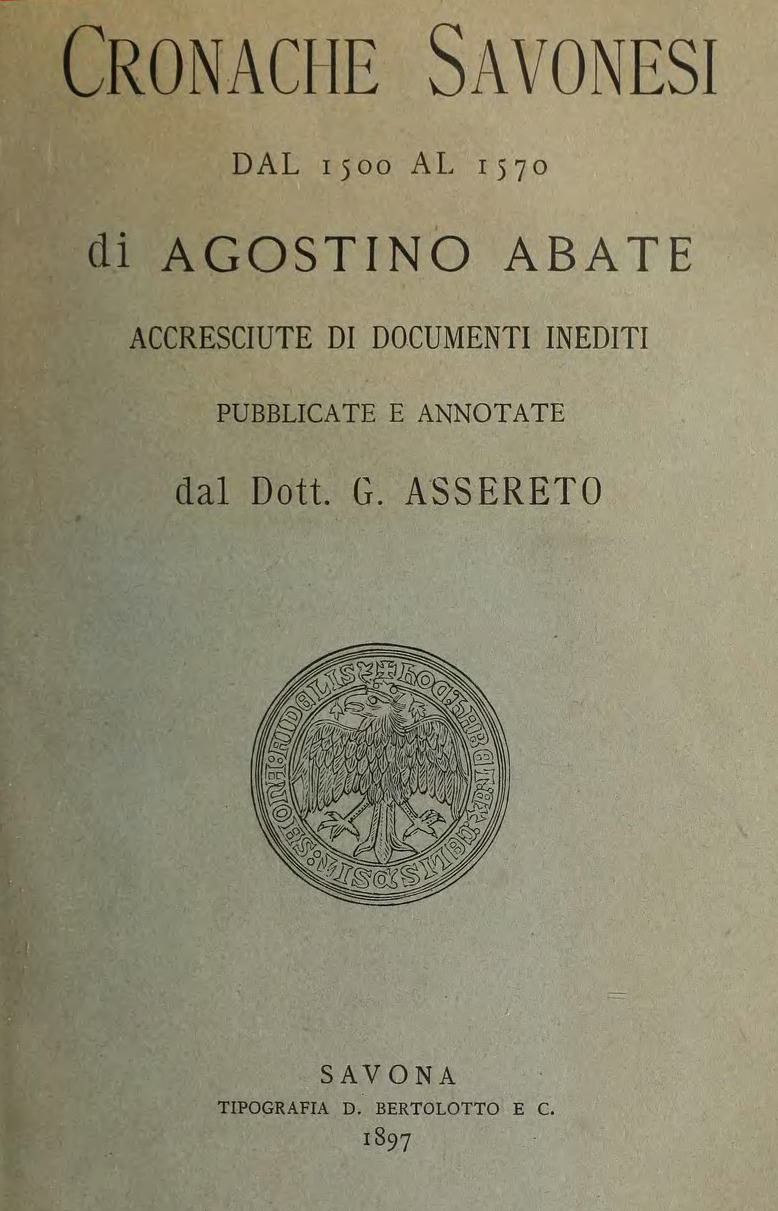
Frontespizio delle Cronache savonesi dal 1500 al 1570

Giovanni Agostino Abate anche noto come Gio Agostino Abate e Agostino Abate (Savona, 5 settembre 1495 – 1575 circa) è stato uno storico italiano.

## Biografia
Figlio di Leonardo Abate, berrettaio savonese, crebbe con le tre sorelle Geronima, Luigina e Bianchina e i due fratelli Vincenzo e Franceschino. Lui stesso esercitò il mestiere paterno: i membri del casato degli Abate infatti, di cui sono testimoniate tracce sin dal 1376, sono quasi tutti menzionati dalle fonti storiche come berrettai. Tale mestiere doveva essere molto remunerativo, tanto che il padre Leonardo commerciava fino a Roma e alla Sardegna. Quest'ultimo era anche un importante membro del governo della città e membro del Consiglio degli artisti.
Nel 1504, a causa di una epidemia scoppiata a Savona, morì il nonno Filippo e lo zio Raffaele. Nel 1522 divenne castellano di San Giorgio di Lavagnola, luogo di origine della sua famiglia. Nel 1508 e nel 1515 partecipò alla difesa di Savona, minacciata più volte dai Genovesi, fino alla distruzione del porto, nel 1528, alla cui ricostruzione prese parte. Partecipò attivamente al governo di Savona: fu membro del Consiglio degli Anziani e nel 1536 trattò la soluzione dei contrasti territoriali sorti con Vezzi. Nel 1542 divenne massaro e diverse volte ricevette incarichi di carattere contabile dal comune, ad esempio il calcolo degli indennizzi sul fieno sequestrato ai contadini al passaggio dell'esercito borbonico. Noto è il suo contributo alla costruzione del Santuario di Nostra Signora della Misericordia. Ebbe due figli: Paolo e Giuseppe, quest'ultimo anch'esso eletto al Consiglio degli artisti nel 1560. Non è nota la data della morte ma viene ritenuta attorno al 1575 e comunque non prima del 1571.
Scrisse manuali di matematica e di geometria, ed è sua anche una trascrizione degli Statuti dell'arte dei berrettieri in Savona del 1473. Achille Neri della Società ligure di storia patria riportò nel il ritrovamento di un manoscritto che contiene parte di uno dei manuali di matematica Un libro delle regole di Aritmetica et un altro di Geometria, e l'opera Guerre successe dal 1498 sin al 1567. Tuttavia Abate è ricordato soprattutto per le Cronache savonesi dal 1500 al 1570, un'opera che racconta la storia di Savona di quel periodo, scritta in un italiano arricchito da diverse forme dialettali. Solo nel 1875 il manoscritto venne ritrovato da Giovanni Assereto nella biblioteca dell'Università di Genova, e venne da lui poi pubblicato nel 1897.

## Opere
- Cronache savonesi dal 1500 al 1570 con note relative anche ad epoche anteriori, 1570-1571
- Giometria de figure quadre
- Guerre successe dal 1498 sin al 1567
- Un inventario della masseria del duomo di Savona: anno 1542
- Un libro delle regole di Aritmetica et un altro di Geometria
- Statuti dell'arte dei berrettieri in Savona del 1473

## Tributi
La città di Savona gli ha dedicato una via nel quartiere Lavagnola.